# Сердюк Владислав Анатолійович
Владислав Анатолійович Сердюк (нар. 1970, м. Київ) — історик, мистецтвознавець, видавець, підприємець.

## Життєпис
Народився 1970 року у Києві в родині українських службовців, син А. Г. Сердюка. Дід й бабуся по лінії батька походять з козацьких старшинських родів, серед яких Шарати, Москальці, Сушки, Білі. По лінії мами — роди галицьких русинів з Перемиської землі, як Ільківи, Рабики, Гавриляки, Бендзи, Червинські, а також рід Келлерів з Австрії.
Дипломований інженер-механік (1993). Кандидат економічних наук (2000). В 1992 році виборов право пройти стажування в Державному Пенсильванському університеті (США) — за сприяння американського мецената українського походження Олексія Воскобійника.
З 1993 року працював в З/О «Укрімпекс» при Кабінеті міністрів України, корпорації «Каргілл Інк.» (США). З 1998 року має власну справу.
Наукові дослідження з історії проводить по темах — Улус Джучі і Велика Монгольська Імперія в епоху хана Берке, мусульманська архітектура і її символіка, запорозькі і державні поселення міжрічча Буга і Дніпра, поселення Ліського і сусідніх повітів, історія церкви, українські визвольні змагання 1917—1923 років, совєтський лад в Україні, історія парків та садів України, родовід і джерелознавство.
Засновник та видавець наступних книжкових серій:
- науковий збірник «Інгульський Степ — історія, краєзнавство, родовід, джерела, спадщина», щорічник, виходить з 2016 року.
- «Родовід Сердюків», виходить з 2011 року.

Своїм коштом сприяв появі близько десятка книг з історичної та іншої тематики різних авторів (А. Пивовара, І. Петренка, М. Сердюка, О. Чорномаза, Наталі Кляшторноі, Габора Балога, Ю. Митрофаненка, Тамари Журби та ін.).
Передав й сприяв передачі в музеї Кропивницького та Кіровоградської області книг, карт, артефактів, документів, а також полотен відомих художників І. Савенка, С. Проценка, Б. Вакса та інших.
Член Ліги українських меценатів (2018). Член наглядової ради Міжнародного конкурсу знавців української мови імені Петра Яцика (2019).
Засновник і меценат премії редакції збірника «Інгульський Степ», яка з 2019 р. присуджується за значний внесок в розвиток історичного краєзнавства Степової України.
З 2020 року навчається в докторантурі відділення історії філософського факультету Українського Вільного Університету. Тема докторської пов'язана з періодом совєтського колоніального режиму в Україні у 1920—1930-х роках.
Дописувач інтернет-видання «Українська правда», розділ «Історична правда», а також національних, обласних та районних газет.
З 2010 року постійно проживає в Іспанії.

## Відзнаки
Двічі лауреат Літературно-наукової премії Воляників-Швабинських фундації УВУ (Нью-Йорк):
- 2018 року за збірник «Інгульський степ» (у співавторстві);
- 2021 року за книгу «Краєзнавчі та родознавчі флоеми».

Вшанований грамотою Кропивницької єпархії ПЦУ «за старанні труди з відродження духовності рідного краю» (2019).

## Інтереси
Подорожі, фотографія, гірські походи, лижі, дендрологія, східна поезія, філософія, політологія, класична музика й література, міфологія, історія мистецтва й релігій, опера, балет, театр, вивчення мов.
К.м.с. з волейболу, має 1 розряд з плавання , переможець і призер совєтських та всеукраїнських учнівських, студентських, а також ветеранських змагань.

## Доробок
- М.Л. Давидов та його краєвидний сад. Видавництво "Ярославів вал", Київ. 2024. 656 с.
- Рафаїл Лемкин та його промова «Совєцький геноцид в Україні». //Тези Міжнародної наукової студентської конференції РМД Українського вільного університету з нагоди 150-річчя Наукового товариства імені Шевченка — Мюнхен, 2023.
- Краєзнавчі та родознавчі флоеми. — Київ, 2021.
- 235 років козацькому селу Боковій — 1780—2015. Буклет. — Київ, 2015.
- 240 літ козацькому селу Варварівка — 1776—2016. Брошура. — Київ, 2016.
- Історія села Яблінки (Галичина). — Київ, 2016.
- Династії галицьких священиків Чайківських та Паппів. — Київ, 2017.
- 250 літ Новгородці — 1768—2018. Брошура. — Київ, 2018.
- 130 років Олександро-Невській церкві с. Баштине. Брошура. — Київ, 2020.
- Петровому 250 літ — від запорозької слободи до українського містечка. — Київ, 2022.
- Статті[1][2].

## Статті в ЗМІ
- В. Обрамбальський Сивина в чубі — м'яч в руках // Сільські вісті. — № 70. — 2009. — 25 червня.
- М. Дмитренко Там сходило сонце, там родилось козацьке село // Провінція. — № 16. — 2015. — 24 квітня.
- Н. Федорина «Здоров'я» для здоров'я // Університетський кур'єр. — № 2. — 2010. — 31 березня.
- В. Поліщук Портрет матері художника Івана Савенка // День. — 2017. — 21 грудня.
- І. Байдашевський Картина Проценка // 24 канал. — Кропивницький. — 2018. — 13 червня.
- В. Г. Маруценко Подарунки Сердюка // Провінція. — Долинська. — 2018. — 6 червня.
- В. Голобородько В Кропивницькому презентували видання «Інгульський Степ»… // Городской курьер. — Олександрія. — № 14. — 2018. — 11 жовтня.
- В. Коскін Владислав Сердюк розкриває таємниці інгульського степу // Українська літературна газета. — № 24 (264). — 2019.
- С. Орел Обшири і парадокси «Інгульського степу»